# Valdek (hrad)
Valdek (německy) je zřícenina raně gotického hradu ze třináctého století. Stojí v katastrálním území Chaloupky v Brdech, patřícím od roku 2016 k obci Chaloupky v okrese Beroun a k chráněné krajinné oblasti Brdy. Hrad je od roku 1965 chráněn jako kulturní památka.
Hrad stojí na ostrohu vybíhajícím z jihozápadního úbočí kopce Beranec nad údolím Červeného potoka. V roce 1346 byl hrad obléhán, od dob třicetileté války je pustý. Dochovaly se rozsáhlé části opevnění, bergfrit a pozůstatky dvou paláců. Pod hradem se směrem k potoku se nachází kamenné moře. Vzhledem k havarijnímu stavu zdiva je hrad uzavřen.

## Historie
Podle historické tradice se předpokládá, že hrad byl založen na samém počátku druhé poloviny třináctého století. Zmínky v písemných pramenech ze třináctého století jsou považovány za nejisté, byť je pravděpodobné, že hrad v té době už stál. Vztahují se k založení zaječovského kláštera. V listině o svěcení kláštera z roku 1263 je uveden zakladatel kláštera Oldřich Zajíc z Valdeka („Ulrichs Lepus de Waldek“). Hrad je zmíněn v jeho přídomku i jako místo vydání listiny. Její pravost byla roku 1961 zpochybněna, ale potvrzuje ji zápis z roku 1271 v klášterní pamětní knize o Oldřichově úmrtí. První písemná zmínka, ve které je hrad bezpečně doložen, pochází z roku 1315 a nachází se v přídomku Viléma Zajíce z Valdeka („Wilhelmus dictus Lepus de Waldek“).

### Zajícové zValdeka

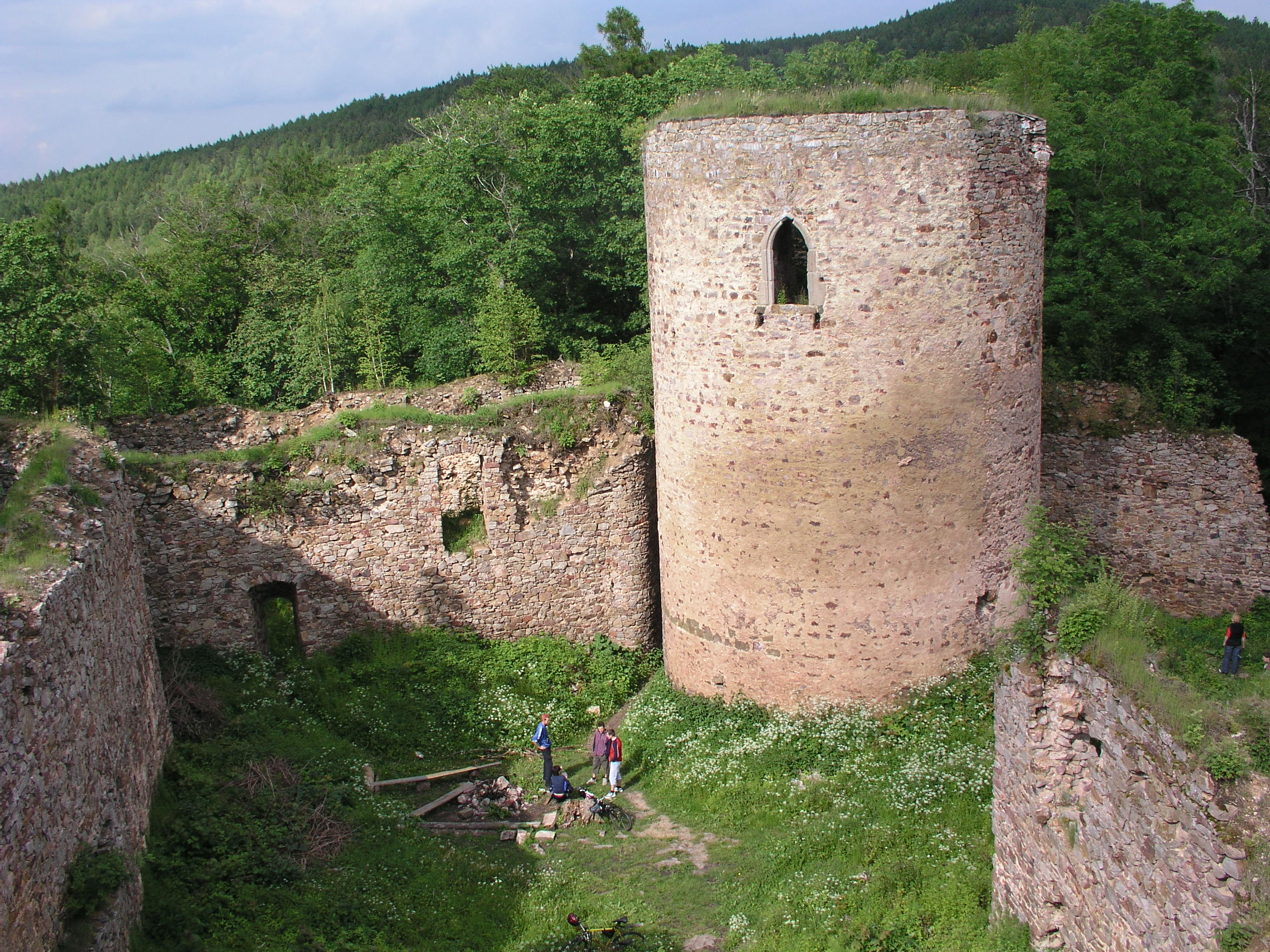
Bergfrit

Oldřich Zajíc zastával úřady nejvyššího číšníka, purkrabího na Lokti a později na Pražském hradě. Podle Bartoloměje Paprockého zemřel v roce 1271. Z jeho synů hrad Valdek s příslušenstvím zdědil Zdislav z Třebuně (též Zbyslav z Třebuně nebo Zbyslav z Třebouně), který byl zemským komorníkem a v roce 1284 se postavil na stranu proti Závišovi z Falkenštejna. Jeho nástupcem se stal Vilém Zajíc z Valdeka. Podle Marka Rubeše však August Sedláček považoval Zdislava z Třebuně za Oldřichova syna a držitele hradu bez opory v historických pramenech. Je sice pravděpodobné, že byl Oldřichovým synem, ale vlastnictví hradu zpochybňuje i Zdislavem používaný přídomek z Třebuně.
Vilém měl šest synů, z nichž hrad dostali Zbyněk, Vilém a jiný Vilém. Kromě něj po otci zdědili zástavní právo k Přimdě nebo Hostomice. Později hrad držel nejspíše patý Vilémův syn Oldřich Zajíc z Valdeka, který významně rozšířil rodový majetek o Jílové a Nový Knín (obě v zástavním držení), ale samotný hrad a jeho panství převedl na léno. Hradní zázemí tehdy tvořily vsi Podluhy, Hrachoviště, Olešná, Záluží a dvory Sedlice a Okrouhlík.

### Drobná šlechta
Roku 1344 Valdek patřil bratrům Protivci a Ctiborovi z Beškovic. Ti se dostali do sporu s Děpoltem z Rýzmberka, který hrad 15. října 1346 oblehl. Jaroslav Schaller bez dalších dokladů v roce 1788 uvedl, že Děpolt hrad po třídenním obléhání dobyl a vypálil. Valdek však zůstal v majetku Protivce ještě v roce 1377, i když podle Miloslava Bělohlávka sídlili běškovičtí vladykové po roce 1355 v Neumětelích a tehdejší skutečný majitel hradu není znám. Je možné, že někdy v té době hrad připadl panovníkovi.

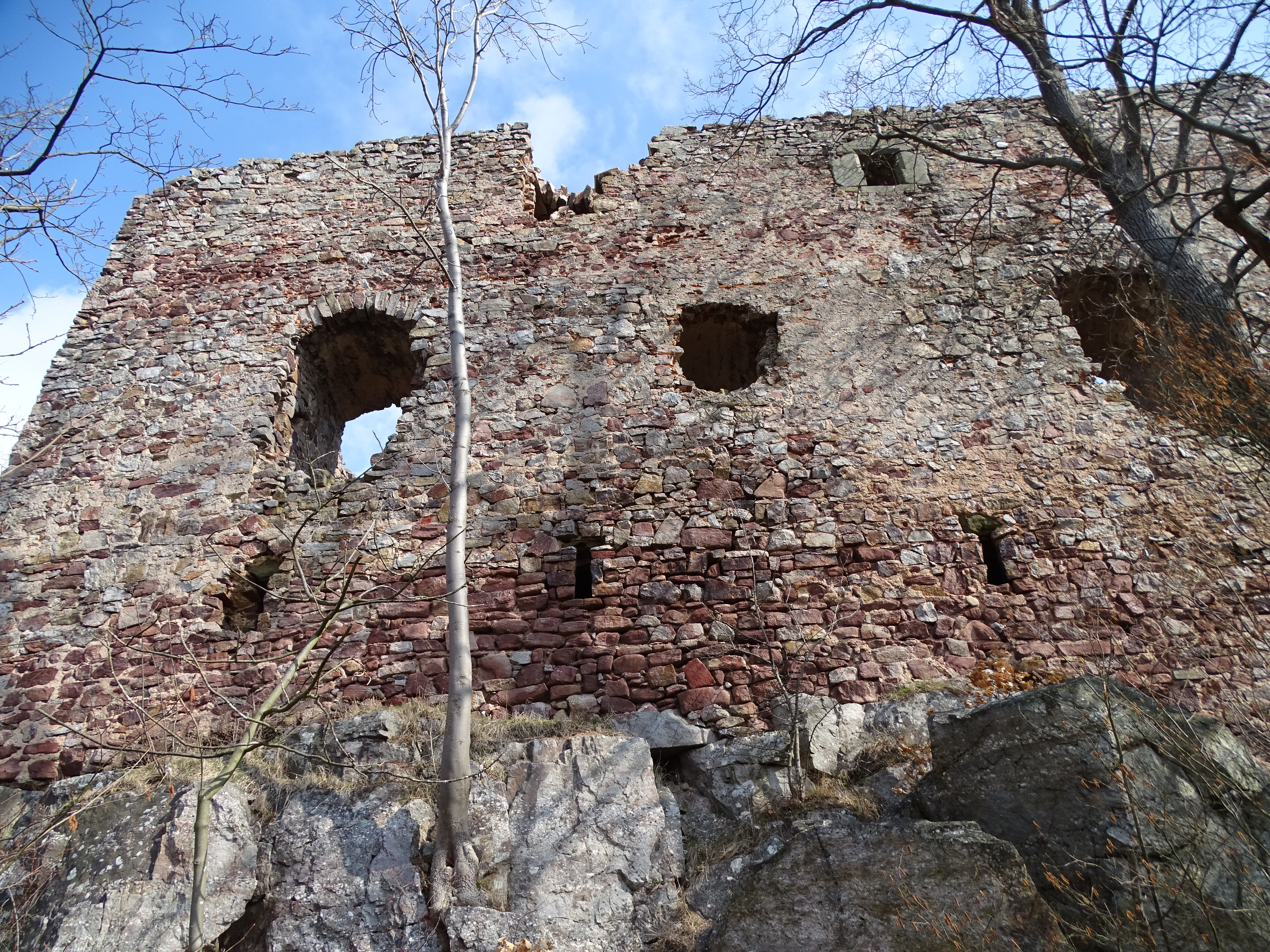
Jihozápadní strana paláce

Na počátku patnáctého století zastával funkci královského purkrabího na Valdeku jakýsi Hoch. Král Václav IV. Valdek roku 1415 zastavil Janovi z Lestkova. Za něj hrad během husitských válek patřil k oporám katolické strany, ovšem roku 1433 doložený majitel Jeník z Mečkova stál na straně husitské. Dalším vlastníkem z řad drobné šlechty byl Jan Štěpánovec z Vrtby, doložený jako pán hradu v roce 1437. On nebo jeho příbuzní o Valdek pravděpodobně přišli před rokem 1452.
Na přelomu patnáctého a šestnáctého století Valdek patřil Tasovi z Peruce, který jej měl v zástavě od krále Vladislava Jagellonského pro sebe, svého syna a vnuka. Tas z Peruce ještě za svého života přenechal práva k Valdeku Litvínovi z Klinštejna na Hořovicích. Po Litvínově smrti král Vladislav převedl Valdek na Kunatu Pešíka z Komárova, který hrad v roce 1509 získal z lenního do dědičného vlastnictví. Podle smlouvy z 16. října 1511 Kunatovi postoupila za 500 kop míšeňských grošů své nároky Mandaléna z Vrtby, vdova po Litvínovi. Zároveň si však ponechala Podluhy, pustou ves Lniště a les Koberov.
Kunata Pešík z Komárova byl spřízněn s rodem Zajíců z Valdeka a oženil se s Kateřinou z Vrtby. Měli spolu syny Jana, Václava, Petra a Jindřicha a dcery Kateřinu a Dorotu. Při dělení majetku Valdek dostal nejstarší Jan. K hradnímu panství patřily Přední a Zadní Víska, Hrachoviště, Cheznovice (s výjimkou tří usedlíků), pusté vsi Lhotka a Roudnička, dvůr v Bezdědicích a další vesnice na Příbramsku, které měly pokrýt podíl sestry Doroty. O Janův majetek se v roce 1574 rozdělili synové Šebestián, Kunata a Kryštof, z nichž poslední dostal Valdek. Za něj byly upraveny oba paláce, přičemž v severním byla ve vnější zdi proražena nová okna. Udržovat hrad v té době bylo nad finanční možnosti majitelů. Kryštofův syn Václav Pešík z Komárova proto Valdek opustil a přestěhoval se na nově založenou tvrz v Podluzích. Václav se zúčastnil stavovského povstání, za což mu byl zkonfiskován majetek. V konfiskačním protokolu z 26. července 1623 je Valdek uveden jako pustý.

### Novodobé dějiny

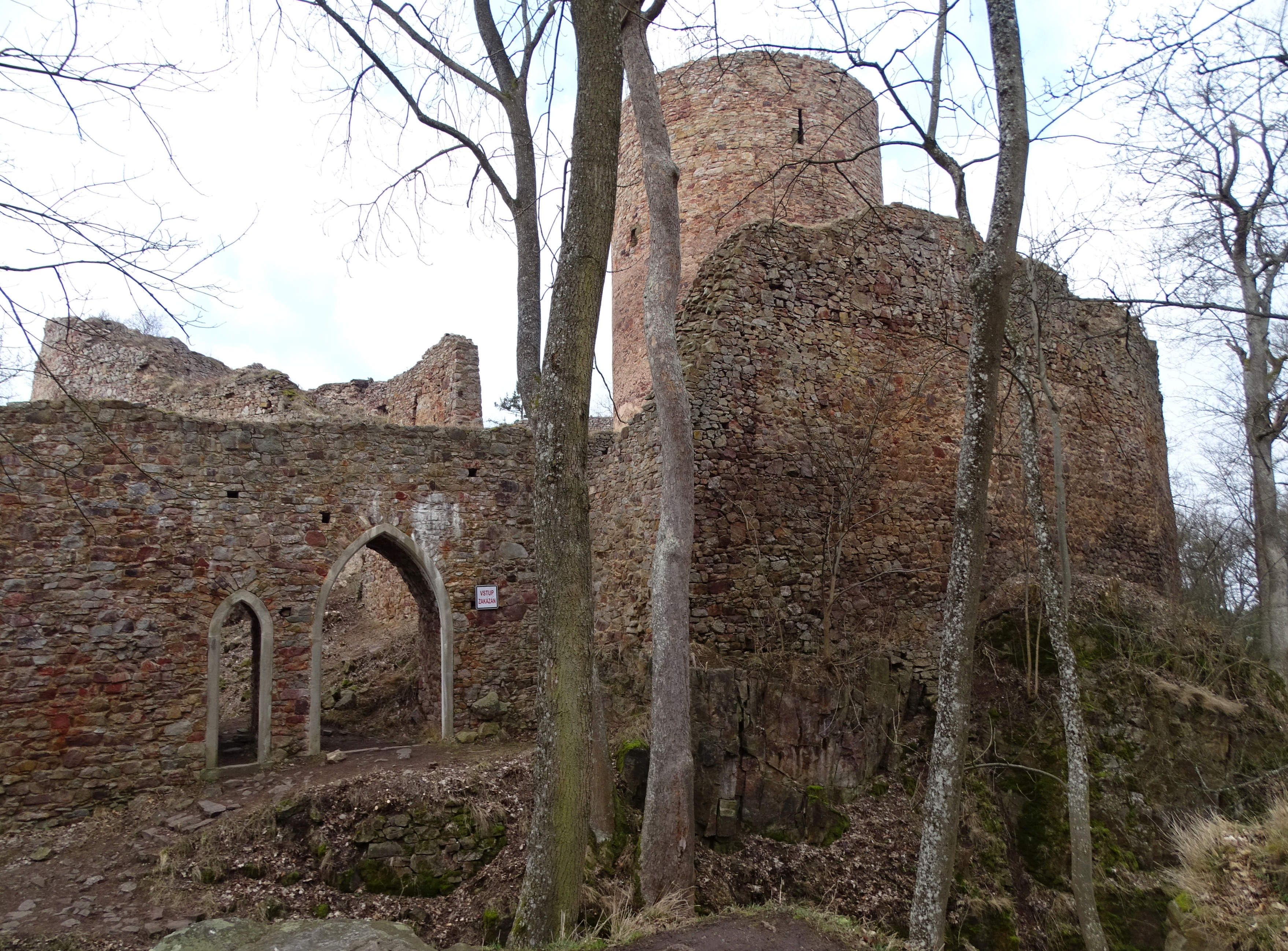
Romanticky upravená brána

Od první poloviny devatenáctého století se Valdek stal oblíbeným cílem obrozenců a prvních turistů. Hrad v této době navštívili například Božena Němcová nebo Karel Hynek Mácha. Až do třicátých let dvacátého století byl hrad v majetku rodu hrabat z Hanau. Za nich došlo na konci 19. století k dílčím stavebním úpravám zřícenin hradu v duchu romantismu. Z této doby pochází například neogotická ostění ve vstupní bráně a v brance pro pěší. Plány z počátku 20. století, které zamýšlely adaptovat hradní věž na rozhlednu, nebyly nikdy v původním rozsahu realizovány.
Roku 1926 v Brdech vzniklo dělostřelecké cvičiště, Valdek však byl v této době mimo uzavřený vojenský areál. V této době pak získává zříceninu do svého majetku Klub československých turistů. Ten roku 1933 nedaleko od hradu slavnostně otevřel Hotel Valdek, který svému účelu sloužil až do druhé světové války. Budova hotelu stojí ve vojenském rekreačním areálu dodnes.
V padesátých letech dvacátého století se stal hrad součástí Vojenského prostoru Brdy. V této době začal rychle chátrat a nic na tom nezměnilo ani opakované zapsání hradu jako kulturní památky v letech 1965 a 1975. Na začátku 21. století byla zrekonstruována brána, jinak však armáda hrad i nadále nechávala svému osudu.

### 21. století
V roce 2007 byl v rámci postupného zpřístupňování Vojenského prostoru Brdy v rámci přípravy stavby amerického radaru zpřístupněno několik okrajových částí vojenského újezdu. Zóna A rozkládající se v severovýchodním okraji újezdu mezi Neřežínem a Felbabkou byla na západě vymezena silničkou vedoucí z Neřežína v blízkosti hradu Valdek a bývalého Hotelu Valdek, což umožnilo vidět hrad zblízka, samotný hrad byl však dále na nepřístupném území újezdu až do zrušení vojenského újezdu dne 1. ledna 2016.
Hrad je ve velmi špatném stavu. Po zrušení vojenského újezdu a zpřístupnění této části Brd byl pro havarijní stav zdiva vstup na hrad zakázán. Zřícenina je v majetku Vojenských lesů a statků. Do budoucna se uvažuje o převedení Valdeka z majetku Vojenských lesů a statků do majetku obce Chaloupky, v jejímž katastrálním území zřícenina stojí. Tato obec má v plánu provést nejnutnější rekonstrukce a poté hrad opět zpřístupnit veřejnosti.

## Stavební vývoj
Hrad byl původně dvoudílný. Na vstupní straně se nacházelo rozměrné předhradí, na kterém se nedochovaly žádné stopy zástavby. Chránil je příkop, před nímž je patrný nízký val. Na západní straně má val charakter mohutné zdi z nasucho kladených kamenů.

### Hradní jádro

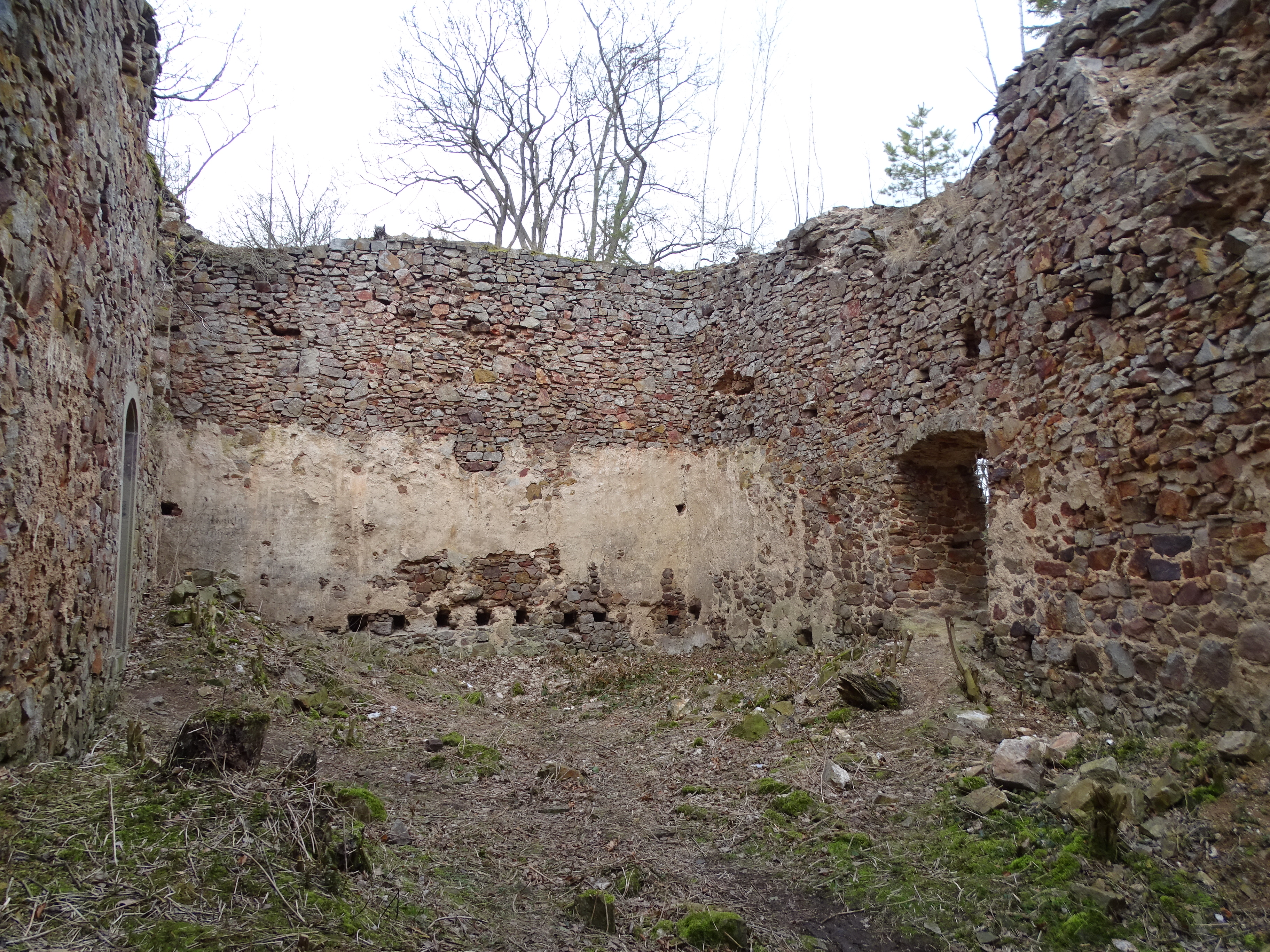
Severní palác

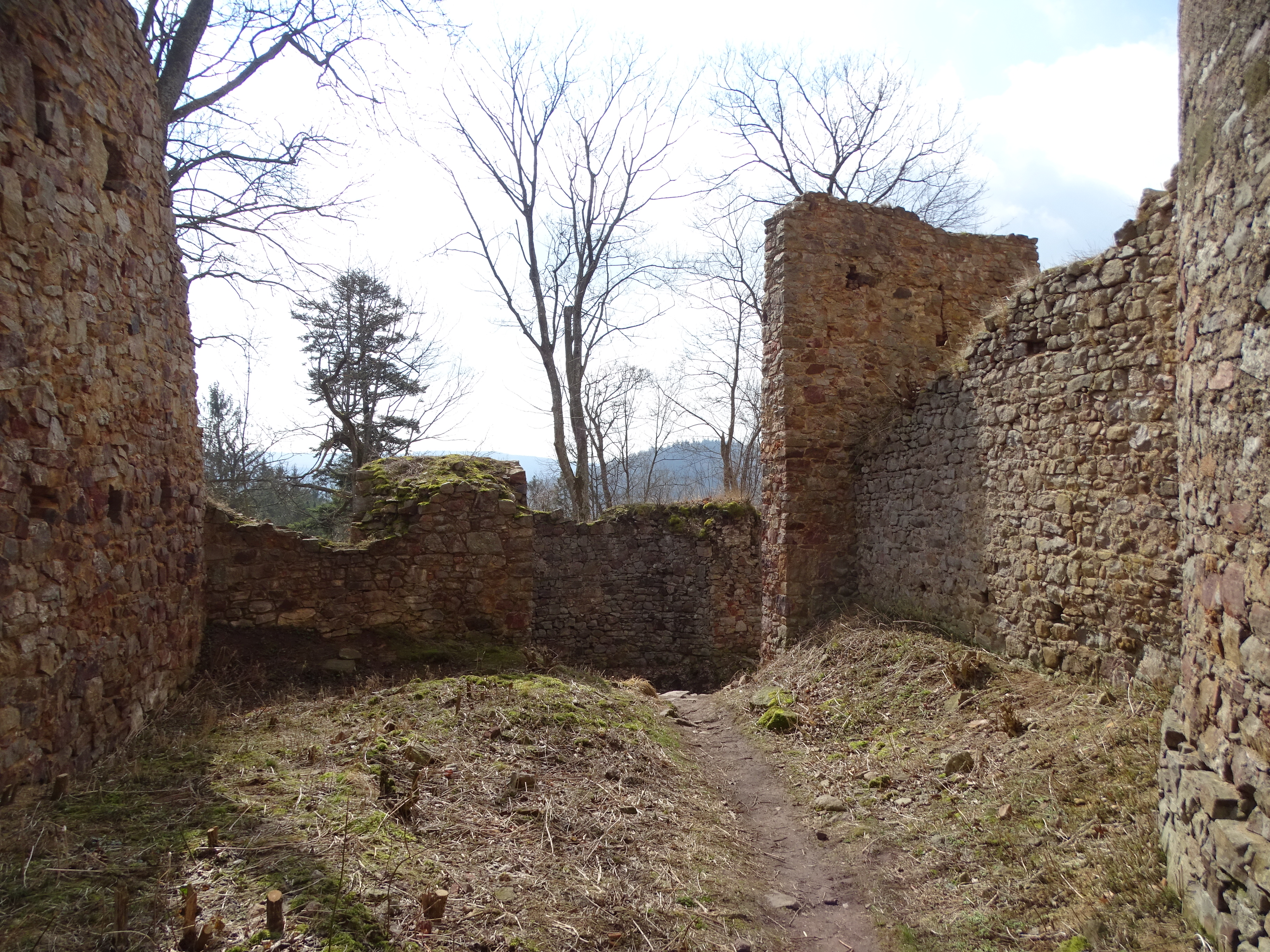
Dolní nádvoří

Hradní jádro prošlo složitějším stavebním vývojem. Má téměř obdélníkový půdorys a ze severu a západu ho chrání příkop. Dominantou hradu byl v nejstarší stavební fázi raně gotický jednopatrový palác. Hrany skalního útvaru lemovala z velké části dochovaná hradba s cimbuřím, která na severu vybíhala do ostroúhlého výběžku či bašty. Tloušťka hradby je asi dva metry. Brána bývala přibližně uprostřed východní hradby, a směřovala tedy do prostoru pozdějšího nádvoří. Je možné, že toto nádvoří bylo postaveno v prostoru staršího předhradí.
Deset až dvacet let po založení hradu byla postavena nová hradba nad hranou šíjového příkopu, která částečně zesílila opevnění i na východní straně. Na čelní straně byla prolomena bránou přístupnou po mostě přes příkop. Z architektonických detailů brány se dochovaly boční špalety, segmentový záklenek a otvor pro zasunutí závory. Původní brána jádra proto byla zazděna a nahrazena novou, která se nacházela nejspíše v prostoru pozdějšího bergfritu. Asi v první třetině čtrnáctého století byla na místě druhé brány postavena volně stojící velká věž – bergfrit.
Ve druhé polovině čtrnáctého století nebo na počátku století následujícího byl přestavěn palác. Nejmladší stavební fází, která proběhla po husitských válkách, se stala výstavba dolního nádvoří. Jeho obvodová hradba ve východním nároží vytváří baštovitý výběžek, ve kterém byla studna nebo cisterna. Nové nádvoří si vyžádalo další změnu komunikačního schématu. Nová brána s brankou pro pěší, osazená romantickým ostěním, se nachází na čelní straně. Středověká podoba brány vybavené vlčí jámou však byla odlišná. Do jádra se od té doby vstupovalo bránou v severovýchodním průčelí jádra a na čelní straně jádra byl postaven nový palác. Stopy po dřevěné zástavbě nejasného stáří jsou patrné na několika místech hradeb.

### Palác

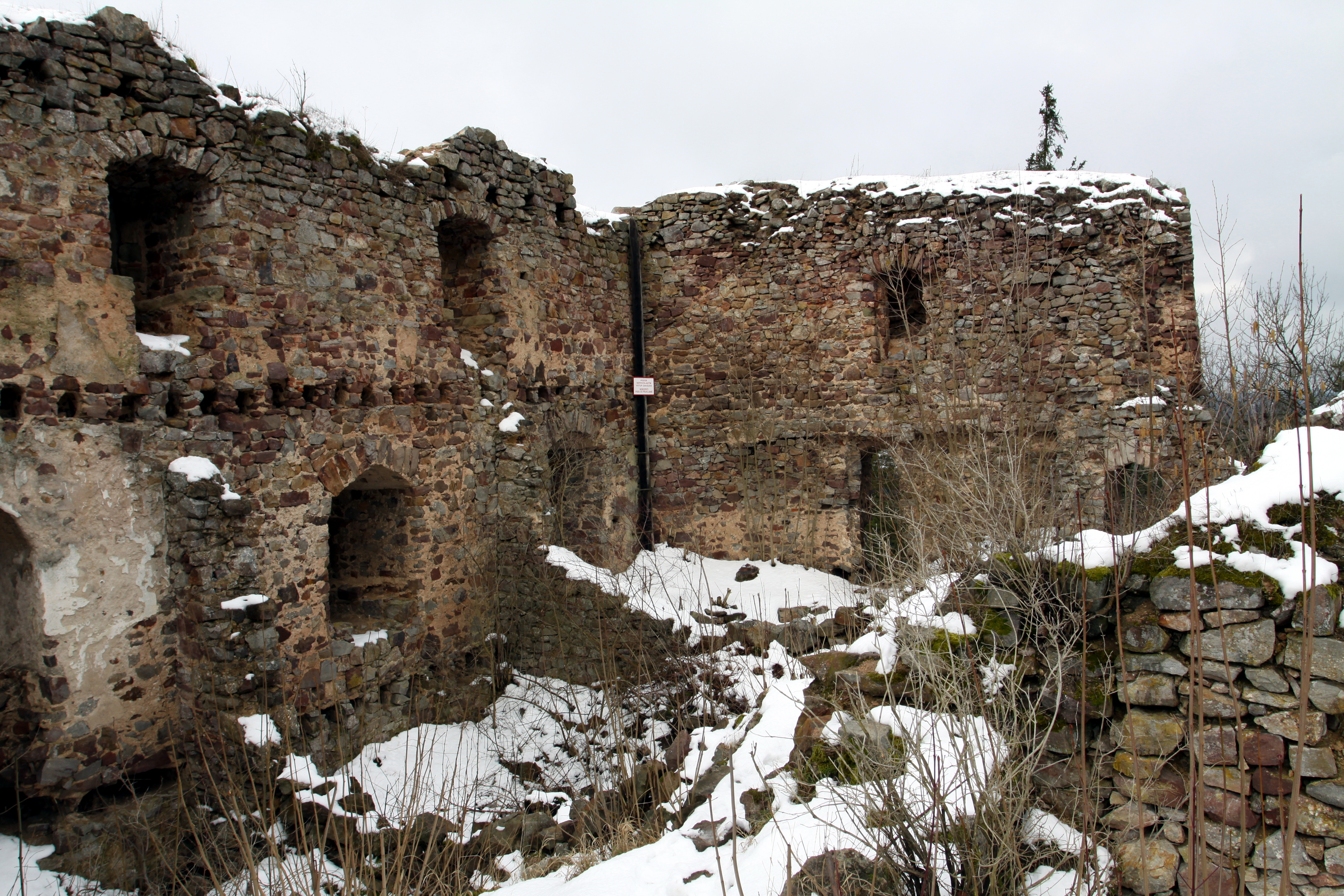
Interiér paláce (jižní a západní zeď

Hradní palác s kónickými vnějšími stěnami má půdorys s rozměry 23 × 13 metrů. Přízemí je zasypané destrukcí budovy, ale původně tvořilo jeden nečleněný prostor osvětlený čtveřicí štěrbinových okének. Jeho strop byl postaven z mohutných trámů kladených maximálně patnáct centimetrů od sebe. Jednotlivé trámy byly zasazeny až 140 centimetrů hluboko do síly zdiva. V prvním patře paláce byla také jediná místnost. Osvětlovala ji tři okénka, ale jejich raně gotická podoba se nedochovala. V některé pozdější fázi byl do jihovýchodního rohu prvního patra vložen krb. V síle zdiva nádvorní stěny prvního patra paláce vedla chodba, jejíž šířka na východním konci dosahovala 150 centimetrů. Na obou koncích ji původně ukončovaly okenní otvory. Funkce chodby je nejasná, stejně jako místo, kde se do ní vstupovalo z nádvoří. Okolo střechy paláce vedl ochoz přístupný portálkem ve štítu. Lemovala jej pravděpodobně zídka s cimbuřím, kterou štít střechy převyšoval jen o 150 centimetrů. Samotný ochoz převyšoval obvodovou hradbu asi o čtyři metry.
V pozdější stavební fázi bylo přízemí paláce rozděleno příčkami na tři místnosti a celková plocha paláce rozšířena směrem do nádvoří o rizalit. V patnáctém až šestnáctém století byl palác zvýšen o druhé patro. Dvě z jeho oken byla vybavená dvojicemi postranních sedátek.

### Typologie
Nejstarší stavební fáze hradu bývala považována za čistou ukázku hradu bergfritového typu, která byla později rozšířena o vstupní nádvoří. Kamenické články zazděné ve zdivu bergfritu však pochází nejdříve z konce třináctého století a samotná věž byla postavena až v první třetině čtrnáctého století. V počáteční fázi tak Valdek patřil mezi hrady na pomezí hradů s plášťovou zdí a hradů s palácem jako hlavní obrannou i obytnou budovou.

## Přístup
Na hrad je v současné době zakázán vstup, a to z důvodu velmi špatného stavu zříceniny. Z Neřežína vede na hrad žlutá turistická trasa a zelená trasa z centra Brd.

## Hrad ve filmu
- Sněhurka – příběh hrůzy (1997, režie: Michael Cohn)[36]